# Branko Rašović
Branko Rašović (Podgorica, 11 aprile 1942 – Belgrado, 11 ottobre 2024) è stato un calciatore jugoslavo, di ruolo difensore.

## Palmarès

### Club

#### Competizioni nazionali
- Campionato jugoslavo: 1

Partizan: 1964-1965